# Combiné nordique à l'Universiade d'hiver de 2013
Vous lisez un « bon article » labellisé en 2016.
Pour des articles plus généraux, voir Combiné nordique aux Universiades, Universiade d'hiver 2013 et Combiné nordique en 2013.
Navigation
Erzurum - 2011 Štrbské Pleso - 2015
Les épreuves de combiné nordique à l'Universiade d'hiver 2013 se déroulent du 13 décembre 2013 au 18 décembre 2013 à Predazzo sur le tremplin Giuseppe dal Ben pour le saut à ski et à Tesero pour le ski de fond.
Trois épreuves masculines figurent au programme de cette compétition, le tremplin normal, le départ en ligne et le relais. Ce sont les mêmes que lors de la précédente édition des Universiades à Erzurum. Elles sont remportées par le Polonais Adam Cieślar, le Japonais Aguri Shimizu et le relais polonais.
La Pologne est la nation la plus médaillée avec quatre médailles, deux en or, une en argent et une en bronze. Adam Cieślar et Aguri Shimizu ont remporté trois médailles, une dans chaque épreuve.

## Organisation

### Sites

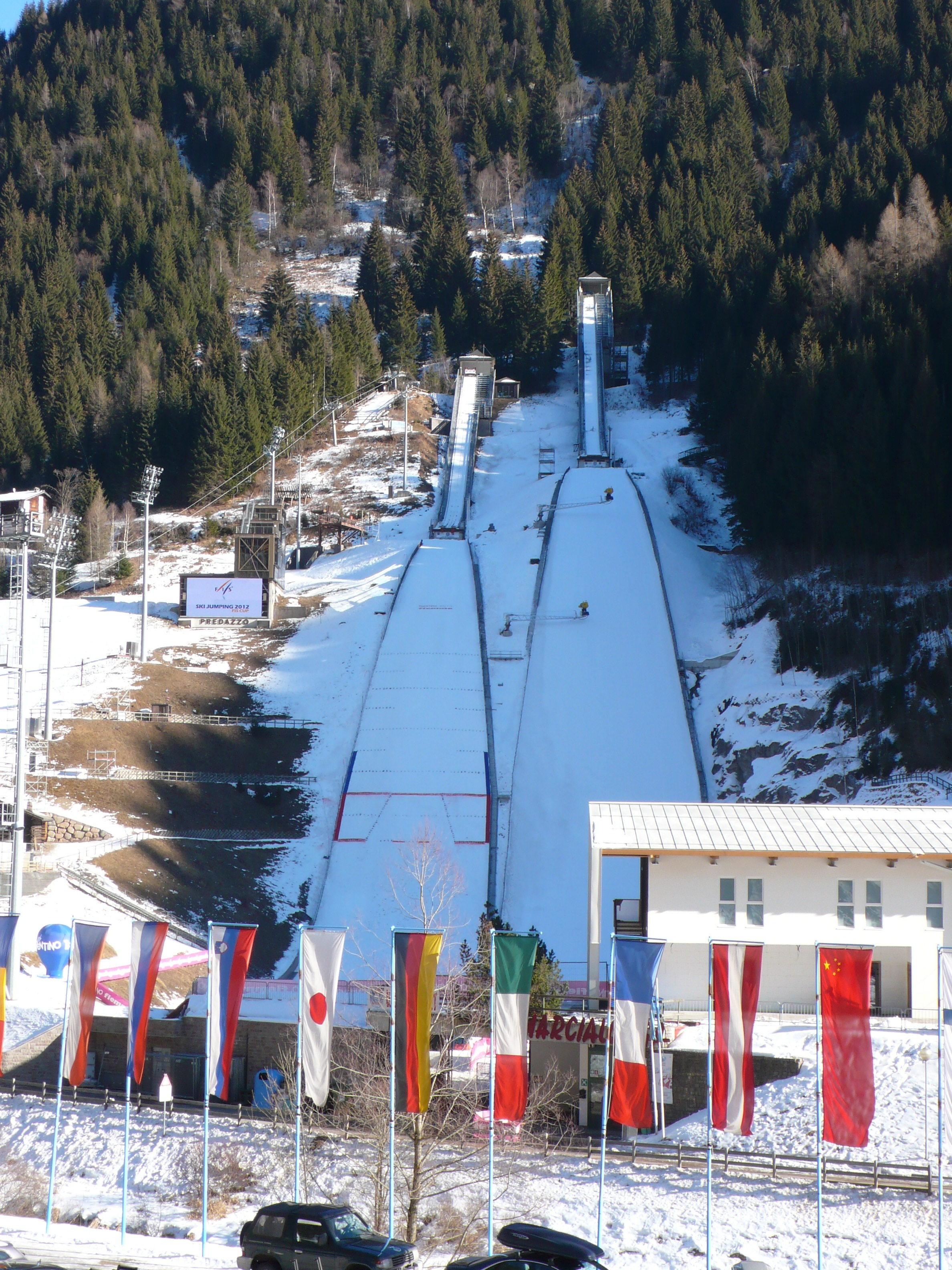
Le HS 106 (à gauche) et le HS 134 (à droite)

Le saut à ski a lieu à Predazzo, commune située à 79 km de Trente, la ville organisatrice, sur le HS 106 des tremplins Giuseppe dal Ben. Construit en 1989, le tremplin a été utilisé lors des championnats du monde de ski nordique en 1991, 2001 et 2013. Le stade dispose de cinq tremplins : HS 134, HS 106 (utilisé pour les épreuves), HS 35, HS 21 et HS 10. Il a une capacité de 15 000 spectateurs mais le comité d'organisation a décidé de réduire la capacité à 2 700 spectateurs pour la compétition.
Les épreuves de ski de fond ont eu lieu au Lago di Tesero situé à 8 km du tremplin. Le Lago di Tesero a également été utilisé lors des championnats du monde de ski nordique en 1991, 2001 et 2013. Le stade a une capacité de 300 places,.

### Calendrier
| Décembre 2013 | Décembre 2013   | 11 | 12 | 13 | 14 | 15 | 16 | 17 | 18 | 19 | 20 | 21 |
| ------------- | --------------- | -- | -- | -- | -- | -- | -- | -- | -- | -- | -- | -- |
| Hommes        | Tremplin normal |    |    |    |    |    |    |    |    |    |    |    |
| Hommes        | Mass start      |    |    |    |    |    |    |    |    |    |    |    |
| Hommes        | Par équipes     |    |    |    |    |    |    |    |    |    |    |    |

|  | Entraînements |  | Jour de l'épreuve |

### Format des épreuves

#### Individuel au tremplin normal
Les athlètes exécutent premièrement un saut sur le tremplin normal suivi d’une course de ski de fond de 10 km qui consiste à parcourir quatre boucles de 2,5 km. À la suite du saut, des points sont attribués pour la longueur et le style. Le départ de la course de ski de fond s'effectue selon la méthode Gundersen (1 point = 4 secondes), le coureur occupant la première place du classement de saut s’élance en premier, et les autres s’élancent ensuite dans l’ordre fixé. Le premier skieur à franchir la ligne d’arrivée remporte l’épreuve.

#### Départ en ligne (Mass start)
Les compétiteurs disputent une course de fond en partant tous en même temps. À l'issue de cette course, le vainqueur reçoit une note de 120 points, on enlève alors aux autres 15 points par minute perdue après le temps du vainqueur de la course de fond. Ensuite les concurrents participent à deux manches de saut à ski qui déterminent le classement final.

#### Par équipe
Habituellement constitué de quatre concurrents, le relais comprend ici trois athlètes qui effectuent individuellement un saut sur le tremplin (HS 106). On additionne ensuite les résultats de chaque membre de l’équipe. L’équipe qui obtient le pointage total le plus élevé sera la première équipe à partir dans la partie du ski de fond qui consiste en un relais 3 × 5 km. Comme dans l'individuel, on détermine les temps de départ dans un ordre fixé selon le tableau de Gundersen. L’équipe dont le premier skieur franchit la ligne d’arrivée remporte l’épreuve.

## Athlètes

### Participants
Les fédérations nationales avaient jusqu'au 11 septembre 2013 pour décider du nombre d'athlètes qu'elles allaient engager dans les épreuves du combiné nordique et jusqu'au 11 novembre 2013 pour donner les noms des athlètes participants. Les fédérations nationales ne pouvaient sélectionner que des athlètes remplissant certaines conditions. En effet, seuls les athlètes qui sont étudiants ou diplômés l'année précédente (en 2012) peuvent participer. De plus, les concurrents doivent avoir entre 17 et 28 ans (les participants doivent être nés entre le 1er janvier 1985 et le 31 décembre 1995).
Il y a 42 athlètes inscrits représentants quatorze pays, :
| - Autriche (3) - Biélorussie (1) - Allemagne (5) - Estonie (3) - Japon (4) - Corée du Sud (1) - Norvège (3) |  | - Pologne (3) - Finlande (2) - Russie (7) - Slovénie (4) - Suisse (1) - Tchéquie (2) - Ukraine (3) |

### Favoris
Pour le Gundersen, les favoris sont le Polonais Adam Cieślar, les Allemands, Johannes Wasel et Tobias Simon, ainsi que le Finlandais Eetu Vähäsöyrinki et le Tchèque Petr Kutal.
Pour le mass start, les favoris sont les Polonais Szczepan Kupczak et Adam Cieślar, l'Allemand Johannes Wasel, le Finlandais Eetu Vähäsöyrinki et le tenant du titre, le Japonais Aguri Shimizu.
Après de bonnes performances dans les compétitions individuelles, la Pologne est considérée comme favorite pour l'épreuve par équipes.

## Récit des épreuves

### Gundersen

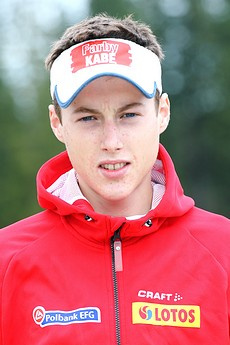
Adam Cieślar

L'épreuve de saut a lieu le matin du 13 décembre 2013 sur le tremplin (HS 106). Initialement prévu à 10 h, le départ est avancé à 9 h 30 afin de télédiffuser l'épreuve. Les Allemands Johannes Wasel et Tobias Simon (deux étudiants à l'Université des sciences appliquées de Furtwangen) dominent le concours de saut avec des sauts à 101,5 m et 99,5 m. Adam Cieślar est troisième avec un retard de 25 s sur Johannes Wasel et 15 s sur Tobias Simon.
Lors de l'épreuve de fond, Adam Cieślar rejoint Johannes Wasel en tête de la course après 6,6 km. Le Polonais lâche l'Allemand dans le dernier tour. Adam Cieślar, étudiant à l'Université d'éducation physique de Varsovie (en), remporte la course avec dix secondes d'avance sur Johannes Wasel. Aguri Shimizu remporte le sprint pour la troisième place. Tobias Simon, premier après le saut, termine 19e,.

### Départ en ligne
Les coureurs restent groupés lors des premiers kilomètres de la course de fond. Après 7,5 km, Adam Cieślar attaque, il est suivi par Viacheslav Barkov et Paweł Słowiok. Viacheslav Barkov termine premier de la course de fond. Il devance de trois secondes Paweł Słowiok et de huit secondes Mads Waaler. Aguri Shimizu termine cinquième, et Adam Cieślar finit sixième.
À l'issue de l'épreuve de fond, les différences entre les concurrents sont faibles. Lors du premier saut, Adam Cieślar fait un saut à 101 m et Paweł Słowiok réalise 100 m ce qui lui permet de prendre la première place. Aguri Shimizu fait un saut de 101,5 m lors de la seconde manche et remporte l'épreuve. Il termine avec 1,4 points d'avance sur Adam Cieślar.
Tobias Simon réalise les deux meilleurs sauts mais il ne termine que sixième au classement final.

### Relais
L'épreuve de saut est dominée par le relais japonais. Les Japonais ont réalisé des sauts de 99,5 m (Go Yamamoto), 97 m (Shota Horigome) et 99 m (Aguri Shimizu). Les Polonais sont deuxièmes après le saut à 3,6 points des Japonais. Stephen Kupczak a fait 100 m, Paweł Słowiok 97,5 m et Adam Cieślar 99,5 m. Les suivants sont dans l'ordre l'Allemagne, à 0 min 32 s, l'équipe première de la Russie à 0 min 39 s, la Slovénie à 0 min 52 s et la Norvège à 1 min 1 s.
Lors de l'épreuve de fond, le premier relayeur polonais, Szczepan Kupczak, revient sur le premier relayeur japonais, Go Yamamoto et il mène ce duo jusqu'à la fin du relais. Après 5 km, le Japon et la Pologne sont en tête avec quatorze secondes d'avance sur un groupe composé des équipes norvégienne, slovène et russe. Dans le second relais, Shota Horigome lâche Paweł Słowiok et il termine son relais avec 8 s 9 d'avance sur le Polonais. Le relais norvégien est à 14 s 1 et le relais à 17 s 8,. On assiste à un regroupement (avec les équipes japonaise, polonaise, norvégienne et slovène) dans le dernier tour. Dans la dernière ascension, Adam Cieślar attaque, il devance le Slovène Matič Plaznik,. Aguri Shimizu et Emil Vilhelmsen perdent plusieurs secondes dans une collision. La Pologne remporte l'épreuve devant le relais slovène et le relais japonais.

### Podiums
| Épreuves                                        | Or                                                       | Or            | Argent                                              | Argent        | Bronze                                              | Bronze        |
| ----------------------------------------------- | -------------------------------------------------------- | ------------- | --------------------------------------------------- | ------------- | --------------------------------------------------- | ------------- |
| Tremplin normal - Gundersen résultats détaillés | Adam Cieślar                                             | 26 min 48 s 0 | Johannes Wasel                                      | 26 min 58 s 1 | Aguri Shimizu                                       | 27 min 7 s 2  |
| Départ en ligne résultats détaillés             | Aguri Shimizu                                            | 268,5 points  | Adam Cieślar                                        | 267,1 points  | Paweł Słowiok                                       | 262,2 points  |
| Par équipe - Gundersen résultats détaillés      | Pologne- Szczepan Kupczak - Paweł Słowiok - Adam Cieślar | 38 min 36 s 6 | Slovénie- Borut Mavc - Jože Kamenik - Matič Plaznik | 38 min 44 s 4 | Japon- Go Yamamoto - Shota Horigome - Aguri Shimizu | 38 min 49 s 0 |

## Résultats détaillés

### Tremplin normal / Gundersen
Le tableau ci-dessous montre les résultats de la compétition avec le nom des participants, leur pays, leur classement, les temps dans l'épreuve de fond, la longueur de leur saut et les points qu'ils ont remportés dans les deux épreuves,. (w) signifie que le coureur est parti dans la vague.
| Position | Athlète                 | Nation       | Distance (m) | Points | Retard au départ | Temps du ski de fond | Écart             |
| -------- | ----------------------- | ------------ | ------------ | ------ | ---------------- | -------------------- | ----------------- |
| 1.       | Adam Cieślar            | Pologne      | 99,0         | 126,7  | +0 min 25 s      | 26 min 23 s 0        | 26 min 48 s 0     |
| 2.       | Johannes Wasel          | Allemagne    | 101,5        | 132,9  | 0 min 0 s        | 26 min 58 s 1        | +10 s 1           |
| 3.       | Aguri Shimizu           | Japon        | 96,5         | 122,2  | +0 min 43 s      | 26 min 24 s 2        | +19 s 2           |
| 4.       | Petr Kutal              | Tchéquie     | 96,0         | 120,2  | +0 min 51 s      | 26 min 18 s 0        | +21 s 0           |
| 5.       | Matti Herola            | Finlande     | 97,5         | 122,6  | +0 min 41 s      | 26 min 29 s 1        | +22 s 1           |
| 6.       | Eetu Vähäsöyrinki       | Finlande     | 96,0         | 122,0  | +0 min 44 s      | 26 min 26 s 6        | +22 s 6           |
| 7.       | Espen Andersen          | Norvège      | 93,0         | 116,2  | +1 min 7 s       | 26 min 4 s 1         | +23 s 1           |
| 8.       | Shota Horigome          | Japon        | 97,0         | 118,2  | +0 min 59 s      | 26 min 12 s 9        | +23 s 9           |
| 9.       | Markus Sommerhalter     | Allemagne    | 98,0         | 123,5  | +0 min 38 s      | 26 min 35 s 6        | +25 s 6           |
| 10.      | Go Yamamoto             | Japon        | 97,5         | 123,0  | +0 min 40 s      | 26 min 34 s 6        | +26 s 6           |
| 11.      | Viacheslav Barkov       | Russie       | 92,0         | 109,3  | +1 min 34 s      | 25 min 47 s 2        | +33 s 2           |
| 12.      | Mads Waaler             | Norvège      | 87,5         | 105,7  | +1 min 49 s      | 25 min 35 s 6        | +36 s 6           |
| 13.      | Matič Plaznik           | Slovénie     | 94,0         | 115,9  | +1 min 8 s       | 26 min 27 s 5        | +47 s 5           |
| 14.      | Samir Mastiev (no)      | Russie       | 93,5         | 110,5  | +1 min 30 s      | 26 min 7 s 2         | +49 s 2           |
| 15.      | Christian Erichsen (de) | Suisse       | 95,0         | 122,2  | +0 min 43 s      | 26 min 57 s 0        | +52 s 0           |
| 16.      | Stephan Bätz            | Allemagne    | 93,0         | 111,8  | +1 min 24 s      | 26 min 21 s 7        | +57 s 7           |
| 17.      | Paweł Słowiok           | Pologne      | 93,0         | 117,3  | +1 min 2 s       | 26 min 45 s 0        | +59 s 0           |
| 18.      | Go Sonehara             | Japon        | 95,0         | 113,6  | +1 min 17 s      | 27 min 10 s 4        | +1 min 39 s 4     |
| 19.      | Tobias Simon            | Allemagne    | 99,5         | 130,3  | +0 min 10 s      | 28 min 41 s 8        | +2 min 3 s 8      |
| 20.      | Matej Drinovec          | Slovénie     | 87,5         | 101,2  | +2 min 7 s       | 26 min 51 s 9        | +2 min 10 s 9     |
| 21.      | Martin Zeman            | Tchéquie     | 91,0         | 113,7  | +1 min 17 s      | 27 min 47 s 6        | +2 min 16 s 6     |
| 22.      | Joze Kamenik            | Slovénie     | 88,5         | 101,9  | +2 min 4 s       | 27 min 11 s 5        | +2 min 27 s 5     |
| 23.      | Szczepan Kupczak        | Pologne      | 97,5         | 118,7  | +0 min 57 s      | 28 min 21 s 9        | +2 min 30 s 9     |
| 24.      | Nikita Oks              | Russie       | 94,0         | 108,8  | +1 min 36 s      | 28 min 5 s 6         | +2 min 53 s 6     |
| 25.      | Matija Druml            | Autriche     | 91,0         | 110,8  | +1 min 28 s      | 28 min 16 s 2        | +2 min 56 s 2     |
| 26.      | Rauno Loit              | Estonie      | 91,5         | 112,8  | +1 min 20 s      | 28 min 35 s 0        | +3 min 7 s 0      |
| 27.      | Alexey Seregin          | Russie       | 81,5         | 87,8   | +3 min 0 s       | 27 min 52 s 4        | +4 min 4 s 4      |
| 28.      | Sergei Proshin          | Russie       | 93,5         | 112,8  | +1 min 20 s      | 29 min 50 s 7        | +4 min 22 s 7     |
| 29.      | Karl Mustjogi           | Estonie      | 86,5         | 100,9  | +2 min 8 s       | 29 min 24 s 2        | +4 min 44 s 2     |
| 30.      | Andreas Zollner         | Autriche     | 85,0         | 91,8   | +2 min 44 s      | 29 min 4 s 7         | +5 min 0 s 7      |
| 31.      | Uladzimir Kudrevich     | Biélorussie  | 78,5         | 79,9   | +3 min 32 s      | 28 min 27 s 1        | +5 min 11 s 1 (w) |
| 32.      | Michael Brandner        | Autriche     | 93,0         | 113,0  | +1 min 20 s      | 31 min 34 s 1        | +6 min 6 s 1      |
| 33.      | Raiko Heide             | Estonie      | 82,5         | 96,1   | +2 min 27 s      | 31 min 9 s 9         | +6 min 48 s 9     |
| 34.      | Oleh Vilivchuk          | Ukraine      | 77,0         | 77,4   | +3 min 42 s      | 30 min 25 s 2        | +7 min 19 s 2 (w) |
| 35.      | Kim Bong-Joo            | Corée du Sud | 73,0         | 68,3   | +4 min 18 s      | LAP                  | LAP               |
| -        | Emil Vilhelmsen         | Norvège      | 88,5         | 102,4  | DNS              | DNS                  | DNS               |
| -        | Dmitriy Zharkov         | Russie       | DSQ          | DSQ    | DSQ              | DSQ                  | DSQ               |

### Départ en ligne
Le tableau ci-dessous montre les résultats de la compétition avec le nom des participants, leur pays, leur classement, les temps dans l'épreuve de fond, la longueur de leurs sauts et les points qu'ils ont remportés dans les deux épreuves,.
| Position | Athlète                 | Nation       | Temps         | Points ski de fond | Sauts (en m)    | Points saut à ski | Total        |
| -------- | ----------------------- | ------------ | ------------- | ------------------ | --------------- | ----------------- | ------------ |
| 1.       | Aguri Shimizu           | Japon        | 25 min 29 s 7 | 117,7              | 99,5 m 101,0 m  | 150,8             | 268,5 points |
| 2.       | Adam Cieślar            | Pologne      | 25 min 30 s 4 | 117,5              | 101,0 m 100,0 m | 149,6             | 267,1 points |
| 3.       | Paweł Słowiok           | Pologne      | 25 min 23 s 6 | 119,2              | 100,0 m 97,5 m  | 143,0             | 262,2 points |
| 4.       | Matti Herola            | Finlande     | 25 min 36 s 7 | 116,0              | 100,5 m 95,5 m  | 141,6             | 257,6 points |
| 5.       | Szczepan Kupczak        | Pologne      | 26 min 5 s 1  | 108,7              | 99,0 m 101,0 m  | 146,2             | 254,9 points |
| 6.       | Tobias Simon            | Allemagne    | 27 min 2 s 9  | 94,5               | 99,0 m 100,0 m  | 157,5             | 252,0 points |
| 7.       | Shota Horigome          | Japon        | 25 min 54 s 8 | 111,5              | 100,5 m 98,0 m  | 139,5             | 251,0 points |
| 8.       | Go Yamamoto             | Japon        | 26 min 14 s 8 | 106,5              | 99,5 m          | 144,4             | 250,9 points |
| 9.       | Eetu Vähäsöyrinki       | Finlande     | 25 min 39 s 3 | 115,2              | 95,5 m 97,0 m   | 135,4             | 250,6 points |
| 10.      | Emil Vilhelmsen         | Norvège      | 25 min 29 s 3 | 117,7              | 95,0 m 95,5 m   | 131,5             | 249,2 points |
| 11.      | Borut Mavc              | Slovénie     | 25 min 37 s 5 | 115,7              | 98,0 m 92,0 m   | 133,2             | 248,9 points |
| 12.      | Viacheslav Barkov       | Russie       | 25 min 20 s 6 | 120,0              | 95,0 m 90,0 m   | 120,6             | 240,6 points |
| 13.      | Christian Erichsen (de) | Suisse       | 26 min 58 s 0 | 95,7               | 96,5 m 96,0 m   | 141,7             | 237,4 points |
| 14.      | Mads Waaler             | Norvège      | 25 min 28 s 2 | 118,0              | 92,0 m 89,0 m   | 112,8             | 230,8 points |
| 14.      | Dmitriy Zharkov         | Russie       | 27 min 2 s 4  | 94,5               | 95,0 m 94,5 m   | 136,3             | 230,8 points |
| 16.      | Samir Mastiev (no)      | Russie       | 25 min 38 s 6 | 115,5              | 91,0 m 90,0 m   | 115,0             | 230,5 points |
| 17.      | Martin Zeman            | Tchéquie     | 26 min 44 s 0 | 99,2               | 93,0 m 93,5 m   | 125,8             | 225,0 points |
| 18.      | Sebastian Welle         | Allemagne    | 27 min 54 s 0 | 81,7               | 96,0 m 97,5 m   | 142,9             | 224,6 points |
| 19.      | Go Sonehara             | Japon        | 25 min 57 s 7 | 110,7              | 86,5 m 90,0 m   | 113,6             | 224,3 points |
| 20.      | Espen Andersen          | Norvège      | 26 min 1 s 8  | 109,7              | 94,0 m 88,0 m   | 113,1             | 222,8 points |
| 21.      | Matič Plaznik           | Slovénie     | 27 min 42 s 9 | 84,5               | 99,5 m 88,5 m   | 136,5             | 221,0 points |
| 22.      | Nikita Oks              | Russie       | 27 min 8 s 7  | 93,0               | 95,0 m 90,0 m   | 124,7             | 217,7 points |
| 23.      | Joze Kamenik            | Slovénie     | 26 min 9 s 4  | 107,7              | 94,0 m 86,0 m   | 108,0             | 215,7 points |
| 24.      | Matej Drinovec          | Slovénie     | 26 min 1 s 5  | 109,7              | 87,0 m 83,5 m   | 100,1             | 209,8 points |
| 25.      | Rauno Loit              | Estonie      | 27 min 31 s 5 | 87,2               | 90,0 m 92,0 m   | 121,9             | 209,1 points |
| 26.      | Alexey Seregin          | Russie       | 26 min 34 s 2 | 101,5              | 87,5 m          | 103,4             | 204,9 points |
| 27.      | Stephan Bätz            | Allemagne    | 26 min 47 s 6 | 98,2               | 88,0 m          | 102,5             | 200,7 points |
| 28.      | Matija Druml            | Autriche     | 27 min 28 s 4 | 88,0               | 88,0 m 89,0 m   | 104,9             | 192,9 points |
| 29.      | Andreas Zollner         | Autriche     | 27 min 43 s 8 | 84,2               | 83,0 m 91,5 m   | 96,8              | 181,0 points |
| 30.      | Michael Brandner        | Autriche     | 29 min 43 s 9 | 54,2               | 90,5 m 91,0 m   | 119,2             | 173,4 points |
| 31.      | Alexey Ozerkin          | Russie       | 25 min 46 s 4 | 113,5              | 80,5 m 73,0 m   | 44,0              | 157,5 points |
| 32.      | Raiko Heide             | Estonie      | 29 min 39 s 8 | 55,2               | 88,5 m 79,0 m   | 89,8              | 145,0 points |
| 33.      | Uladzimir Kudrevich     | Biélorussie  | 28 min 10 s 0 | 77,7               | 79,0 m 76,5 m   | 66,7              | 144,4 points |
| 34.      | Karl Mustjogi           | Estonie      | 29 min 57 s 1 | 50,7               | 86,5 m 83,0 m   | 90,3              | 141,0 points |
| 35.      | Oleh Vilivchuk          | Ukraine      | 29 min 31 s 4 | 57,2               | 84,5 m          | 71,5              | 128,7 points |
| -        | Kim Bong-Joo            | Corée du Sud | 34 min 3 s 8  | - 10,8             | Disqualifié     | Disqualifié       | -            |
| -        | Johannes Wasel          | Allemagne    | DNS           | DNS                | DNS             | DNS               | DNS          |

### Par équipes
Le tableau ci-dessous montre les résultats de la compétition avec le nom des participants, leur pays, leur classement, la longueur de leurs sauts et les points qu'ils ont remportés dans les deux épreuves,.
| Rang | Dossard | Pays                                                          | Longueur (m)    | Points                  | Différence de temps | Temps         | Rang du ski de fond | Classement final |
| ---- | ------- | ------------------------------------------------------------- | --------------- | ----------------------- | ------------------- | ------------- | ------------------- | ---------------- |
| 1    | 8       | Pologne Szczepan Kupczak Paweł Słowiok Adam Cieślar           | 100,0 97,5 99,5 | 375,8 126,8 126,1 122,9 | +0 min 5 s          | 38 min 36 s 6 | 3                   | 38 min 41 s 6    |
| 2    | 3       | Slovénie Borut Mavc Jože Kamenik Matič Plaznik                | 94,0 90,0 95,0  | 340,5 111,6 112,2 116,7 | +0 min 52 s         | 37 min 57 s 4 | 2                   | +7 s 8           |
| 3    | 7       | Japon Go Yamamoto Shota Horigome Aguri Shimizu                | 99,5 97,0 99,0  | 379,4 129,8 119,6 130,0 | 0 min 0 s           | 38 min 54 s 0 | 5                   | +12 s 4          |
| 4    | 5       | Norvège Mads Waaler Espen Andersen Emil Vilhelmsen            | 92,5 89,5 96,5  | 333,3 114,6 106,0 112,7 | +1 min 1 s          | 37 min 53 s 7 | 1                   | +13 s 1          |
| 5    | 9       | Russie I Dmitriy Zharkov Viacheslav Barkov Samir Mastiev (no) | 98,5 92,0 96,5  | 350,2 122,0 106,2 122,0 | +0 min 39 s         | 38 min 41 s 3 | 4                   | +38 s 7          |
| 6    | 6       | Allemagne Stephan Bätz Sebastian Welle Tobias Simon           | 91,0 94,5 100,0 | 355,7 107,0 118,4 130,3 | +0 min 32 s         | 40 min 19 s 2 | 6                   | +2 min 9 s 6     |
| 7    | 1       | Russie II Nikita Oks Alexey Seregin Sergei Proshin            | 94,5 88,5 92,0  | 324,5 113,0 100,7 110,8 | +1 min 13 s         | 41 min 5 s 5  | 7                   | +3 min 36 s 9    |
| 8    | 2       | Autriche Matija Druml Andreas Zollner Michael Brandner        | 93,5 87,5 93,0  | 321,5 111,2 99,8 110,5  | +1 min 17 s         | 42 min 29 s 8 | 8                   | +5 min 5 s 2     |
| 9    | 4       | Estonie Rauno Loit Karl Mustjogi Raiko Heide                  | 95,5 84,0 80,5  | 298,9 121,5 91,7 85,7   | +1 min 47 s         | 42 min 31 s 6 | 9                   | +5 min 37 s 0    |

## Tableau des médailles
| Rang  | Nation    | Or | Argent | Bronze | Total |
| ----- | --------- | -- | ------ | ------ | ----- |
| 1     | Pologne   | 2  | 1      | 1      | 4     |
| 2     | Japon     | 1  | 0      | 2      | 3     |
| 3     | Allemagne | 0  | 1      | 0      | 1     |
| 3     | Slovénie  | 0  | 1      | 0      | 1     |
| Total | Total     | 3  | 3      | 3      | 9     |